# François Sulpice Beudant

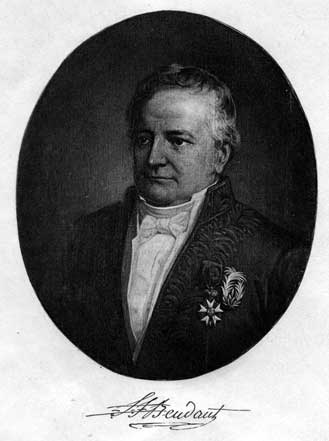
François Sulpice Beudant

François Sulpice Beudant ( Paris, 5 de setembro de  1787  - 10 de dezembro de  1850) foi um químico, mineralogista e geólogo francês.
Devem-se a ele as investigações sobre a composição dos minerais pela cristalização, podendo reformular a classificação e a nomenclatura mineralógica. 
Além de um grande número de memórias publicadas em  "Recueil de l'Académie des Sciences"  e  "Annales de Chimie", é o autor de um  "Traité de minéralogie" (1818), de  "Voyage minéralogique en Hongrie" (4 volumes, 1822) e de "Cours des sciences physiques" (1821-1824), onde está exposto seu sistema de classificação. Redigiu a parte de mineralogia do  "Cours élémentaire d'Histoire naturelle" publicado em parceria com  Adrien de Jussieu e Henri Milne Edwards.
Foi o primeiro a descrever, em 1824, o mineral brucita.

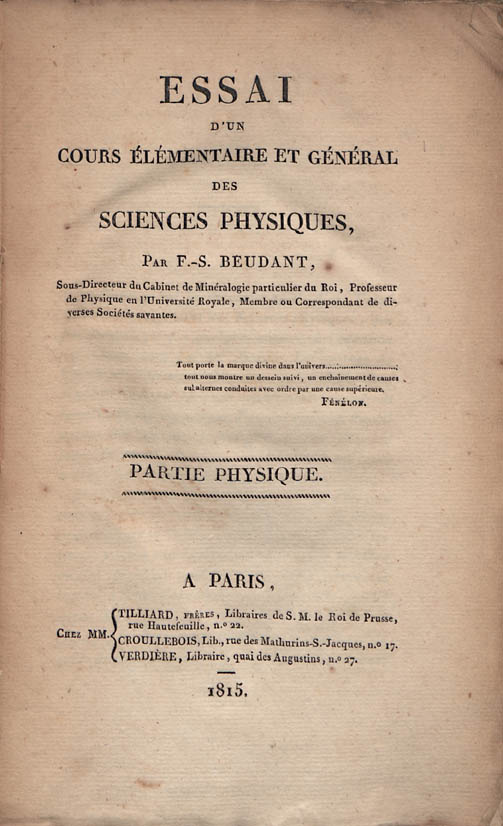
Essai d'un cours élémentaire et général des sciences physiques, 1815